# Rough Sea at Dover
Rough Sea at Dover ist ein britischer Stummfilm aus dem Jahr 1895. Regie führten Birt Acres und Robert W. Paul. Seine Premiere feierte der Film am 14. Januar 1896 in der Royal Photographic Society in London. Der Film wurde zu einem der beliebtesten und am weitesten verbreiteten aller frühen britischen Filme.

## Filminhalt
Der Film zeigt die stürmische See in Dover und den Verlauf der wilden Wellen, die gegen einen Pier schlagen.

## Hintergrund
Acres drehte den Film Mitte 1895 mit einer Kamera, die zusammen mit Robert W. Paul entworfen und gebaut wurde. Ihre ursprüngliche Absicht war es, Filme für die Betrachtung im Edison-Kinetoskop bereitzustellen. Der Film wurde am 14. Januar 1896 zusammen mit verschiedenen anderen Acres-und-Paul-Filmen uraufgeführt, als Acres ihn mit seiner „Kinetic Lantern“ der Royal Photographic Society in der Hanover Street in London zeigte. Acres hatte einige dieser Filme bereits einige Tage zuvor, am 10. Januar 1896, der Lyonsdown Photographic Society gezeigt. Nach seiner erfolgreichen Vorführung in London wurde der Film in die Vereinigten Staaten gebracht, wo er am 23. April 1896 in der Koster and Bial’s Music Hall in New York City mit einer Reihe amerikanischer Filme gezeigt wurde, die von der Firma Edison gedreht wurden.
Trotz seiner einfachen Natur wurde Rough Sea at Dover zu einem der beliebtesten und am weitesten verbreiteten frühen britischen Filme.